# گابریل گورودتسکی
گابریل گورودتسکی (انگلیسی: Gabriel Gorodetsky; ۱۳ مهٔ ۱۹۴۵ – ) استاد در زمینه تاریخ اسرائیل بود.